# Ina Weisse
Pour les articles homonymes, voir Weisse.
Ina Weisse, née le 12 juin 1968 à Berlin-Ouest, est une actrice et réalisatrice allemande.

## Biographie[1]
Ina Weisse a grandi à Berlin-Ouest. Sa mère était enseignante au Lycée français de Berlin, tandis que son père était architecte. Elle fréquente une école Waldorf, où sa créativité est encouragée : elle monte très tôt sur scène, joue du violon, danse. Après avoir obtenu son diplôme d'études secondaires (Abitur), elle est admise à l'École Otto-Falckenberg de Munich pour étudier le théâtre.
Après l'obtention de son diplôme, elle envisage d'étudier la réalisation mais ne peut refuser les offres du Münchner Kammerspiele et du Nationaltheater de Mannheim.
À l’âge de 24 ans elle se rend compte qu’elle est déçue par le théâtre, ce qui la conduira vers une sorte de recherche intérieure : «C'était un sentiment de désorientation, je ne savais pas où aller avec le jeu et la mise en scène, je ne savais plus où me situer. Alors j'ai décidé, avant toute chose, de commencer par étudier la philosophie et de réfléchir à tout ça. Ce qui était bien, également, c'est qu'à cette époque-là j'ai beaucoup voyagé. J'ai passé du temps au Tibet. J'ai même vécu chez un moine et c'était... oui, l’idée de recherche de soi peut sembler bête, mais il y avait quelque chose de cela.»
Pendant deux ans elle poursuit des études de philosophie à l'Université de Heidelberg et à la Sorbonne à Paris. Elle gagne sa vie comme actrice à la télévision, et finit par se souvenir de son vieux rêve. Alors à 32 ans elle entreprend des études de réalisation à la Media School de Hambourg, et recevra le First Steps Award pour son court métrage de fin d’études.

## Carrière
Ina Weisse a commencé sa carrière en tant qu'actrice au Kammerspielen de Munich et au Nationaltheater de Mannheim.
En 1996 elle fait ses débuts au cinéma dans la comédie Echte Kerle. Par la suite, elle apparaît dans des productions télévisées, notamment à plusieurs reprises dans la série Tatort. Dans la comédie télévisée de Uwe Janson intitulée Single sucht Nachwuchs, basée sur le livre d'Ulrich Limmer, elle interprète en 1998 le rôle principal de la veuve célibataire, aux côtés de Heino Ferch.
Dans le téléfilm policier Liebestod (2000), elle a le rôle principal de Julia Nebe, aux côtés de Henry Hübchen et Leonard Lansink.
En 2002, elle obtient un diplôme en réalisation de films à la Hamburg Media School sous la direction de Hark Bohm. Son film de fin d'études, Alles anders, est récompensé par le First Steps Award.
En 2003, elle joue le rôle de l'épouse et de la mère dans la comédie cinématographique Sams in Gefahr, aux côtés d'Ulrich Noethen.
Dans le téléfilm Katzenzungen de Torsten C. Fischer, une étude de caractères concernant trois amies, en 2004, elle incarne Claire, un personnage perturbé, aux côtés de Meret Becker et Birge Schade.
En 2005 elle fait partie de la distribution de la série télévisée à succès Die Patriarchin, aux côtés d'Iris Berben, Ulrich Noethen et Christoph Waltz.
Dans le film épisodique Nichts als Gespenster (2006) de Martin Gypkens, basé sur le recueil de nouvelles du même nom de Judith Hermann, Ina Weisse joue le rôle de l'architecte Irene, qui étouffe la douleur d'un amour échoué en séduisant son meilleur ami lors d'un voyage en Islande.
Elle fait ensuite des apparitions dans la série télévisée Doktor Martin (2007) et dans le thriller télévisé Duell in der Nacht (2007), aux côtés de Jürgen Vogel et Iris Berben.
En 2008, elle débute en tant que réalisatrice avec le film Der Architekt, pour lequel elle a également écrit le scénario en collaboration avec Daphne Charizani. Matthias Schweighöfer, Josef Bierbichler et Sandra Hüller ont joué les rôles principaux dans ce drame cinématographique qui a été présenté à la Berlinale en 2009 et a remporté le prix du meilleur scénario au Festival Max Ophüls.
Souvent Ina Weisse incarne des personnages au bord du gouffre qui se présentent d'abord de manière rationnelle et contrôlée, mais révèlent au fil de l'histoire leur complexité, comme dans Duell in der Nacht et Im Dschungel (2010). Hans W. Geißendörfer, qui l'avait choisie pour son drame Schneeland en 2003, a décrit Weisse comme une "observatrice des êtres humains" capable de se plonger "dans les moindres recoins de l'âme" d'un personnage et de transmettre la compréhension intellectuelle de manière sensorielle. Pour sa participation aux téléfilms Das Ende einer Nacht et Ein großer Aufbruch, elle a été récompensée en tant que meilleure actrice aux Deutscher Fernsehpreis en 2012 et 2016. Elle a également reçu le prix Adolf-Grimme en 2013 pour Das Ende einer Nacht. Après son documentaire Die Neue Nationalgalerie, elle a réalisé en 2018 le film Das Vorspiel avec Nina Hoss dans le rôle principal, une coproduction germano-française.
Ina Weisse est mariée au réalisateur Matti Geschonneck, avec qui elle a collaboré sur les téléfilms Duell in der Nacht (2007), Tod in Istanbul (2009), Der Verdacht (2010), Das Ende einer Nacht (2011) et Ein großer Aufbruch (2015).

## Filmographie

### Comme actrice
- 1994 : Verliebt, verlobt, verheiratet (série télévisée)
- 1995 : Weihnachten mit Willy Wuff II - Eine Mama für Lieschen (téléfilm) : Anna
- 1995 : Brüder auf Leben und Tod (téléfilm) : Anja Bach
- 1996 : Echte Kerle : Karin
- 1997 : Ein Vater unter Verdacht (téléfilm) : Brigitte
- 1997 : Trügerische Nähe (téléfilm) : Annette Weiss
- 1997 : Die Sexfalle (téléfilm) : Corinna Hoff
- 1997 : Weihnachten mit Willy Wuff 3 (téléfilm) : Anna
- 1998 : Single sucht Nachwuchs (téléfilm) : Judith
- 1998 : Der dreckige Tod (téléfilm) : Greta Kunze
- 1999 : Das verflixte Babyjahr - Nie wieder Sex?! (téléfilm) : Sophia Blohm
- 2000 : Liebestod (téléfilm) : Julia Nebe
- 2002 : Im Visier der Zielfahnder (série télévisée) : Franka Bischoff
- 2002 : Zwei Affären und eine Hochzeit (téléfilm) : Annette Kramer
- 2002 : Unsolved (téléfilm) : Verena Leschkov
- 2002 : Ausgeliefert (téléfilm) : Jana Trenk
- 2003 : Katzenzungen (téléfilm) : Claire
- 2003 : Sams in Gefahr : Margarete Taschenbier
- 2005 : Die Patriarchin (mini-série) : Corinna Vandenberg
- 2005 : Schneeland : Helga
- 2005 : Der Ermittler (série télévisée) : docteure Lena Witt
- 2005 : Kanzleramt (série télévisée) : docteure Helene Mack
- 2006 : Blackout - Die Erinnerung ist tödlich (mini-série) : Carla Bräuninger
- 2006 : Nichts als Gespenster : Irene
- 2007 : En quête de preuves (série télévisée) : Natascha Lenhardt
- 2007 : Duell in der Nacht (téléfilm) : Mechthild Adler
- 2007 : Doktor Martin (de) (série télévisée) : Thea Sonnabend
- 2008 : Mutig in die neuen Zeiten - Alles anders (téléfilm) : Valerie Ulmendorff
- 2008 : Die Weisheit der Wolken (téléfilm) : Marie Farber
- 2009 : Polizeiruf 110 (série télévisée) : Nina Seiffert
- 2010 : Tod in Istanbul (téléfilm) : Susanne Wahlberg
- 2010 : Im Dschungel (téléfilm) : Marie Sandberg
- 2010 : Amigo – Bei Ankunft Tod (téléfilm) : Maxime Bosch
- 2011 : Der Verdacht (téléfilm) : Kirsten Buresch
- 2012 : Mord in Ludwigslust (téléfilm) : Rebecca Schuster
- 2012 : Das Ende einer Nacht (téléfilm) : Eva Hartmann
- 1996-2012 : Tatort (série télévisée) : Melissa Mainhard / Julia Delius / Anne Zimmer-Haustein / Elia
- 2012 : Der Teufel von Mailand (téléfilm) : Barbara Peters
- 2013 : Tod an der Ostsee (téléfilm) : Meike Hansen
- 2013 : Adieu Paris (Upgrade) : Gloria Berndssen
- 2014 : Die Flut ist pünktlich (téléfilm) : Bettina Halbach
- 2014 : Deux Femmes amoureuses (Ich will dich) (téléfilm) : Marie
- 2015 : Das Dorf des Schweigens (téléfilm) : Lydia Perner
- 2015 : Ein großer Aufbruch (téléfilm) : Marie
- 2015 : Der Verlust (téléfilm) : Nora Fechner
- 2017 : Werk ohne Autor : Martha Seeband

### Comme réalisatrice
- 2001 : Sonntags (court métrage)
- 2003 : Alles anders (court métrage)
- 2004 : Klara (court métrage)
- 2008 : Der Architekt (de)
- 2019 : L'Audition

### Comme scénariste
- 2008 : Der Architekt (de)